# Джон Бітон
Джон Бітон (англ. John Beaton; нар. 9 січня 1982 року, Мотервелл, Шотландія) — шотландський футбольний арбітр. Обслуговує матчі різного рівня з 2001 року. 

## Кар'єра
З 2005 року суддя Шотландської футбольної асоціації, а з 2009 суддя першої категорії.
У 2009 судив матчі європейського чемпіонату серед юнаків до 17-и років. З того ж року судить матчі Першого дивізіону шотландської футбольної ліги та Прем'єр-ліги.
5 липня 2012 відсудив свій перший матч у Лізі Європи. Суддя ФІФА з 2012.
У 2014, як четвертий абрітр обслуговував матч між національними збірними Румунії та Нідерландів 1:4.
У 2016 вперше відсудив матч, як головний арбітр між національними збірними Андорри та Швейцарії 1:2.
З осені 2016 обслуговує відбіркові матчі чемпіонату світу 2018.

## Поза футболом
Працює спеціалістом по зв'язкам з громадськістю в Університеті Стратклайд.